# Sangiin-Wahl 1989
Die Sangiin-Wahl 1989, formell die „15. ordentliche Wahl von Sangiinabgeordneten“ (jap. 第15回参議院議員通常選挙, dai-jūgo-kai Sangiin giin tsūjō senkyo), zum japanischen Rätehaus (Sangiin), dem Oberhaus (jōin) des nationalen Parlaments (Kokkai) fand am 23. Juli 1989 statt. Zur Wahl stand die Hälfte der Kammer, 126 Abgeordnete, in einem Grabenwahlsystem: 76 wurden in den Präfekturen durch einfache nicht-übertragbare Stimme bzw. einfache Mehrheitswahl in den Einmandatswahlkreisen gewählt, 50 durch landesweite Verhältniswahl.

## Vorgeschichte und Wahlkampf
Sōsuke Uno hatte erst im Juni den Vorsitz der Liberaldemokratischen Partei (LDP) übernommen und Premierminister Noboru Takeshita abgelöst. Die größte Oppositionspartei, die Sozialistische Partei Japans (SPJ) stand unter dem Vorsitz von Takako Doi.
Hauptthemen im Wahlkampf waren die Liberalisierung des Agrarmarkts, die Einführung einer Mehrwertsteuer im Fiskaljahr 1989, der Recruit-Skandal aus dem Vorjahr, der zu Takeshitas Rücktritt geführt hatte, und ein Skandal um eine im Juni veröffentlichte außereheliche Affäre Unos.
Die großen Oppositionsparteien SPJ, Kōmeitō, DSP und das neu geschaffene Rengō no Kai des Gewerkschaftsbundes Rengō hatten eine gemeinsame Nominierungsstrategie für Wahlkreiskandidaten.

## Ergebnis
Die Wahlbeteiligung betrug 65,02 % bei der Direktwahl und 65,01 % bei der Verhältniswahl und lag damit über sechs Prozentpunkte niedriger als 1986.
| Partei | Partei                                                                 | Nicht zur Wahl | Wahlkreise | Wahlkreise | Wahlkreise | Verhältniswahl | Verhältniswahl | Verhältniswahl | 2007 gewählt | Zusammensetzung nach der Wahl |
| Partei | Partei                                                                 | Nicht zur Wahl | Stimmen    | Anteil     | Sitze      | Stimmen        | Anteil         | Sitze          | 2007 gewählt | Zusammensetzung nach der Wahl |
| ------ | ---------------------------------------------------------------------- | -------------- | ---------- | ---------- | ---------- | -------------- | -------------- | -------------- | ------------ | ----------------------------- |
|        | Liberaldemokratische Partei (LDP)                                      | 73             | 17.466.406 | 30,70 %    | 21         | 15.343.455     | 27,32 %        | 15             | 36           | 109                           |
|        | Sozialistische Partei Japans (SPJ)                                     | 22             | 15.009.451 | 26,38 %    | 26         | 19.688.252     | 35,05 %        | 20             | 46           | 68                            |
|        | Kōmeitō                                                                | 11             | 2.900.947  | 5,10 %     | 4          | 6.097.971      | 10,86 %        | 6              | 10           | 21                            |
|        | Kommunistische Partei Japans (KPJ)                                     | 9              | 5.012.424  | 8,81 %     | 1          | 3.954.408      | 7,04 %         | 4              | 5            | 14                            |
|        | Rengō no Kai                                                           | 0              | 3.878.783  | 6,82 %     | 11         | -              | -              | -              | 11           | 11                            |
|        | Demokratisch-Sozialistische Partei (DSP)                               | 5              | 2.066.533  | 3,63 %     | 1          | 2.726.419      | 4,85 %         | 2              | 3            | 8                             |
|        | Zeikintō („Steuerpartei“)                                              | 1              | 889.633    | 1,56 %     | 1          | 1.179.939      | 2,10 %         | 1              | 2            | 3                             |
|        | Dainiin-Klub                                                           | 1              | -          | -          | -          | 1.250.022      | 2,23 %         | 1              | 1            | 2                             |
|        | Sports-Heiwa-tō („Sport- und Friedenspartei“)                          | 0              | -          | -          | -          | 993.989        | 1,77 %         | 1              | 1            | 1                             |
|        | Salaryman Shintō („Neue Salaryman-Partei“)                             | 1              | 2.312.733  | 4,06 %     | 0          | 4.936.873      | 8,79 %         | 0              | 0            | 1                             |
|        | Okinawa Kakushin Kyōtō Kaigi („Progressive Einheitsfront Okinawa“) (*) | 0              | 2.312.733  | 4,06 %     | 1          | 4.936.873      | 8,79 %         | 0              | 1            | 1                             |
|        | Sonstige                                                               | 0              | 2.312.733  | 4,06 %     | 0          | 4.936.873      | 8,79 %         | 0              | 0            | 0                             |
|        | Unabhängige                                                            | 3              | 7.362.723  | 12,94 %    | 10         | -              | -              | -              | 10           | 13                            |
| Summe  | Summe                                                                  | 126            | 56.899.634 | 100 %      | 76         | 56.171.328     | 100 %          | 50             | 126          | 252                           |

(*) 沖縄革新共闘会議 aus Okinawa Shakai Taishūtō („Sozialistische Massenpartei Okinawa“), SPJ und KPJ

### Wahlkreise
Entscheidend für den Ausgang der Wahl war das Ergebnis in den Einmandatswahlkreisen, von denen die LDP nur drei, die Opposition 23 gewinnen konnte. Bei der Verhältniswahl, die 1980 den landesweiten Wahlkreis ersetzt hatte, konnte die SPJ erstmals mehr Sitze erzielen als die LDP
| Parteizugehörigkeit der Wahlsieger (Stand: Wahltag): Liberaldemokratische Partei Sozialistische Partei Japans Kōmeitō Kommunistische Partei Japans Rengō no Kai Demokratisch-Sozialistische Partei Zeikintō Okinawa Kakushin Kyōtō Kaigi Unabhängige | Parteizugehörigkeit der Wahlsieger (Stand: Wahltag): Liberaldemokratische Partei Sozialistische Partei Japans Kōmeitō Kommunistische Partei Japans Rengō no Kai Demokratisch-Sozialistische Partei Zeikintō Okinawa Kakushin Kyōtō Kaigi Unabhängige | Parteizugehörigkeit der Wahlsieger (Stand: Wahltag): Liberaldemokratische Partei Sozialistische Partei Japans Kōmeitō Kommunistische Partei Japans Rengō no Kai Demokratisch-Sozialistische Partei Zeikintō Okinawa Kakushin Kyōtō Kaigi Unabhängige | Parteizugehörigkeit der Wahlsieger (Stand: Wahltag): Liberaldemokratische Partei Sozialistische Partei Japans Kōmeitō Kommunistische Partei Japans Rengō no Kai Demokratisch-Sozialistische Partei Zeikintō Okinawa Kakushin Kyōtō Kaigi Unabhängige | Parteizugehörigkeit der Wahlsieger (Stand: Wahltag): Liberaldemokratische Partei Sozialistische Partei Japans Kōmeitō Kommunistische Partei Japans Rengō no Kai Demokratisch-Sozialistische Partei Zeikintō Okinawa Kakushin Kyōtō Kaigi Unabhängige | Parteizugehörigkeit der Wahlsieger (Stand: Wahltag): Liberaldemokratische Partei Sozialistische Partei Japans Kōmeitō Kommunistische Partei Japans Rengō no Kai Demokratisch-Sozialistische Partei Zeikintō Okinawa Kakushin Kyōtō Kaigi Unabhängige | Parteizugehörigkeit der Wahlsieger (Stand: Wahltag): Liberaldemokratische Partei Sozialistische Partei Japans Kōmeitō Kommunistische Partei Japans Rengō no Kai Demokratisch-Sozialistische Partei Zeikintō Okinawa Kakushin Kyōtō Kaigi Unabhängige | Parteizugehörigkeit der Wahlsieger (Stand: Wahltag): Liberaldemokratische Partei Sozialistische Partei Japans Kōmeitō Kommunistische Partei Japans Rengō no Kai Demokratisch-Sozialistische Partei Zeikintō Okinawa Kakushin Kyōtō Kaigi Unabhängige |           |          | Hokkaidō  |
| Parteizugehörigkeit der Wahlsieger (Stand: Wahltag): Liberaldemokratische Partei Sozialistische Partei Japans Kōmeitō Kommunistische Partei Japans Rengō no Kai Demokratisch-Sozialistische Partei Zeikintō Okinawa Kakushin Kyōtō Kaigi Unabhängige | Parteizugehörigkeit der Wahlsieger (Stand: Wahltag): Liberaldemokratische Partei Sozialistische Partei Japans Kōmeitō Kommunistische Partei Japans Rengō no Kai Demokratisch-Sozialistische Partei Zeikintō Okinawa Kakushin Kyōtō Kaigi Unabhängige | Parteizugehörigkeit der Wahlsieger (Stand: Wahltag): Liberaldemokratische Partei Sozialistische Partei Japans Kōmeitō Kommunistische Partei Japans Rengō no Kai Demokratisch-Sozialistische Partei Zeikintō Okinawa Kakushin Kyōtō Kaigi Unabhängige | Parteizugehörigkeit der Wahlsieger (Stand: Wahltag): Liberaldemokratische Partei Sozialistische Partei Japans Kōmeitō Kommunistische Partei Japans Rengō no Kai Demokratisch-Sozialistische Partei Zeikintō Okinawa Kakushin Kyōtō Kaigi Unabhängige | Parteizugehörigkeit der Wahlsieger (Stand: Wahltag): Liberaldemokratische Partei Sozialistische Partei Japans Kōmeitō Kommunistische Partei Japans Rengō no Kai Demokratisch-Sozialistische Partei Zeikintō Okinawa Kakushin Kyōtō Kaigi Unabhängige | Parteizugehörigkeit der Wahlsieger (Stand: Wahltag): Liberaldemokratische Partei Sozialistische Partei Japans Kōmeitō Kommunistische Partei Japans Rengō no Kai Demokratisch-Sozialistische Partei Zeikintō Okinawa Kakushin Kyōtō Kaigi Unabhängige | Parteizugehörigkeit der Wahlsieger (Stand: Wahltag): Liberaldemokratische Partei Sozialistische Partei Japans Kōmeitō Kommunistische Partei Japans Rengō no Kai Demokratisch-Sozialistische Partei Zeikintō Okinawa Kakushin Kyōtō Kaigi Unabhängige | Parteizugehörigkeit der Wahlsieger (Stand: Wahltag): Liberaldemokratische Partei Sozialistische Partei Japans Kōmeitō Kommunistische Partei Japans Rengō no Kai Demokratisch-Sozialistische Partei Zeikintō Okinawa Kakushin Kyōtō Kaigi Unabhängige | Aomori    |          |           |
| Parteizugehörigkeit der Wahlsieger (Stand: Wahltag): Liberaldemokratische Partei Sozialistische Partei Japans Kōmeitō Kommunistische Partei Japans Rengō no Kai Demokratisch-Sozialistische Partei Zeikintō Okinawa Kakushin Kyōtō Kaigi Unabhängige | Parteizugehörigkeit der Wahlsieger (Stand: Wahltag): Liberaldemokratische Partei Sozialistische Partei Japans Kōmeitō Kommunistische Partei Japans Rengō no Kai Demokratisch-Sozialistische Partei Zeikintō Okinawa Kakushin Kyōtō Kaigi Unabhängige | Parteizugehörigkeit der Wahlsieger (Stand: Wahltag): Liberaldemokratische Partei Sozialistische Partei Japans Kōmeitō Kommunistische Partei Japans Rengō no Kai Demokratisch-Sozialistische Partei Zeikintō Okinawa Kakushin Kyōtō Kaigi Unabhängige | Parteizugehörigkeit der Wahlsieger (Stand: Wahltag): Liberaldemokratische Partei Sozialistische Partei Japans Kōmeitō Kommunistische Partei Japans Rengō no Kai Demokratisch-Sozialistische Partei Zeikintō Okinawa Kakushin Kyōtō Kaigi Unabhängige | Parteizugehörigkeit der Wahlsieger (Stand: Wahltag): Liberaldemokratische Partei Sozialistische Partei Japans Kōmeitō Kommunistische Partei Japans Rengō no Kai Demokratisch-Sozialistische Partei Zeikintō Okinawa Kakushin Kyōtō Kaigi Unabhängige | Parteizugehörigkeit der Wahlsieger (Stand: Wahltag): Liberaldemokratische Partei Sozialistische Partei Japans Kōmeitō Kommunistische Partei Japans Rengō no Kai Demokratisch-Sozialistische Partei Zeikintō Okinawa Kakushin Kyōtō Kaigi Unabhängige | Parteizugehörigkeit der Wahlsieger (Stand: Wahltag): Liberaldemokratische Partei Sozialistische Partei Japans Kōmeitō Kommunistische Partei Japans Rengō no Kai Demokratisch-Sozialistische Partei Zeikintō Okinawa Kakushin Kyōtō Kaigi Unabhängige | Parteizugehörigkeit der Wahlsieger (Stand: Wahltag): Liberaldemokratische Partei Sozialistische Partei Japans Kōmeitō Kommunistische Partei Japans Rengō no Kai Demokratisch-Sozialistische Partei Zeikintō Okinawa Kakushin Kyōtō Kaigi Unabhängige | Akita     | Iwate    |           |
| Parteizugehörigkeit der Wahlsieger (Stand: Wahltag): Liberaldemokratische Partei Sozialistische Partei Japans Kōmeitō Kommunistische Partei Japans Rengō no Kai Demokratisch-Sozialistische Partei Zeikintō Okinawa Kakushin Kyōtō Kaigi Unabhängige | Parteizugehörigkeit der Wahlsieger (Stand: Wahltag): Liberaldemokratische Partei Sozialistische Partei Japans Kōmeitō Kommunistische Partei Japans Rengō no Kai Demokratisch-Sozialistische Partei Zeikintō Okinawa Kakushin Kyōtō Kaigi Unabhängige | Parteizugehörigkeit der Wahlsieger (Stand: Wahltag): Liberaldemokratische Partei Sozialistische Partei Japans Kōmeitō Kommunistische Partei Japans Rengō no Kai Demokratisch-Sozialistische Partei Zeikintō Okinawa Kakushin Kyōtō Kaigi Unabhängige | Parteizugehörigkeit der Wahlsieger (Stand: Wahltag): Liberaldemokratische Partei Sozialistische Partei Japans Kōmeitō Kommunistische Partei Japans Rengō no Kai Demokratisch-Sozialistische Partei Zeikintō Okinawa Kakushin Kyōtō Kaigi Unabhängige | Parteizugehörigkeit der Wahlsieger (Stand: Wahltag): Liberaldemokratische Partei Sozialistische Partei Japans Kōmeitō Kommunistische Partei Japans Rengō no Kai Demokratisch-Sozialistische Partei Zeikintō Okinawa Kakushin Kyōtō Kaigi Unabhängige | Parteizugehörigkeit der Wahlsieger (Stand: Wahltag): Liberaldemokratische Partei Sozialistische Partei Japans Kōmeitō Kommunistische Partei Japans Rengō no Kai Demokratisch-Sozialistische Partei Zeikintō Okinawa Kakushin Kyōtō Kaigi Unabhängige | Parteizugehörigkeit der Wahlsieger (Stand: Wahltag): Liberaldemokratische Partei Sozialistische Partei Japans Kōmeitō Kommunistische Partei Japans Rengō no Kai Demokratisch-Sozialistische Partei Zeikintō Okinawa Kakushin Kyōtō Kaigi Unabhängige | Parteizugehörigkeit der Wahlsieger (Stand: Wahltag): Liberaldemokratische Partei Sozialistische Partei Japans Kōmeitō Kommunistische Partei Japans Rengō no Kai Demokratisch-Sozialistische Partei Zeikintō Okinawa Kakushin Kyōtō Kaigi Unabhängige | Niigata   | Yamagata | Miyagi    |
| | | | | | | | Ishikawa | Toyama    | Tochigi  | Fukushima |
| | | | | | | Fukui | Nagano | Gunma     | Saitama  | Ibaraki   |
| | | Shimane | Tottori | Hyōgo | Kyōto | Shiga | Gifu | Yamanashi | Tokio    | Chiba     |
| | | Yamaguchi | Hiroshima | Okayama | Osaka | Nara | Aichi | Shizuoka  | Kanagawa |           |
| Saga | Fukuoka | | | | | Wakayama | Mie |           |          |           |
| Nagasaki | Kumamoto | Ōita | | Ehime | Kagawa | | |           |          |           |
| | Kagoshima | Miyazaki | | Kōchi | Tokushima | | |           |          |           |
| Okinawa | | | | | | | |           |          |           |

## Auswirkungen

Sitzverteilung nach der Wahl

Durch die größte Wahlniederlage der LDP seit ihrer Gründung verlor die Partei erstmals die Mehrheit der Sitze im Sangiin, wodurch ein sogenanntes Nejire Kokkai („verdrehtes Parlament“) entstand. Unter anderem über den Nachtragshaushalt zum Fiskaljahr 1989 und ein von der Opposition im Sangiin eingebrachtes Gesetz zur Abschaffung der Mehrwertsteuer kam es zum Konflikt zwischen den beiden Kammern. 1990 musste für den Haushalt erstmals der Vermittlungsausschuss (両院協議会, ryōin-kyōgikai) einberufen werden.
Das Kabinett Uno trat zurück. Am 8. August 1989 wurde der als Reformer geltende Toshiki Kaifu gegen Yoshirō Hayashi und Shintarō Ishihara zum LDP-Vorsitzenden gewählt und einen Tag später im Parlament als Premierminister designiert. Er war der zweite Premier nach Hitoshi Ashida 1948, der nicht vom Sangiin bestätigt wurde, das für die SPJ-Vorsitzende Takako Doi stimmte.
Die LDP kam im Sangiin erst 1998 nach der Auflösung der Neuen Fortschrittspartei wieder einer Mehrheit nahe, die zusammen mit Parteilosen meist zur Kontrolle der Kammer ausreichte, eine eigene absolute Mehrheit erreichte sie erst wieder nach der Sangiin-Wahl 2016, aus der sie mit 121 von 242 Sitzen hervorging und nach der wenige Tage später der Parteilose Tatsuo Hirano beitrat.